# Arkadij Naiditsch
Arkadij Naiditsch (* 25. Oktober 1985 in Riga, Lettische SSR, Sowjetunion) ist ein deutscher Schachgroßmeister, der seit 2024 für den bulgarischen Schachverband spielt.

## Leben

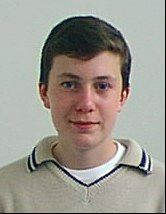
Arkadij Naiditsch, Dortmund 2001

### Werdegang
Naiditsch lernte das Schach von seinem Vater im Alter von fünf Jahren und wurde bereits als Achtjähriger ein Meisteranwärter. Außerdem trainierte er in einer Eishockeyschule. Im Jahr 1996 zog Naiditsch mit seiner Familie von Riga nach Dortmund. In den folgenden Jahren wurde das Talent, das 1995 in Verdun Jugend-Europameister U10 wurde und einen zweiten Platz bei Jugend-Weltmeisterschaften vorzuweisen hatte, von seinem Verein, den Schachfreunden Dortmund-Brackel, und vom Deutschen Schachbund gefördert. Naiditsch wurde von verschiedenen Großmeistern trainiert und erhielt 1999 den Titel eines Internationalen Meisters. Bei den Dortmunder Schachtagen 2001 wurde der 15-Jährige als jüngster deutscher Großmeister präsentiert.
Förderung erhielt Naiditsch aus seiner Wahlheimatstadt Dortmund, wo man ihm bereits im Jahr 2003 einen Platz im hochkarätigen Teilnehmerfeld der jährlich stattfindenden Dortmunder Schachtage verschaffte. Er wurde zwar Letzter mit 3,5/10 Punkten (+1 =5 −4), zeigte mit diesem Ergebnis aber trotzdem, dass er auch auf hohem Niveau mithalten konnte. Unter anderem remisierte er jeweils beide Partien gegen Wladimir Kramnik und Péter Lékó, eine gegen Viswanathan Anand, und er errang einen Sieg gegen Teymur Rəcəbov.
Am 25. Juli 2015 wurde bekannt, dass Naiditsch zum aserbaidschanischen Schachverband wechseln werde, da er von dort ein attraktives finanzielles Angebot erhalten hatte; ein solcher Wechsel aus finanziellen Motiven ist bei Spitzenspielern nichts Ungewöhnliches (siehe Lewon Aronjan 2021). Das Präsidium des Deutschen Schachbundes bestätigte am 30. Juli 2015 den Föderationswechsel.
Gegen Ende des Jahres 2020 bemühte sich Arkardij Naiditsch um eine Rückkehr in den Deutschen Schachbund. Dies wurde vom Präsidium des Schachbundes im Februar 2021 abgelehnt. Obwohl dies einen sehr ungewöhnlichen Schritt darstellt, der sich nach Meinung des Berliner Schachpräsidenten Meyer-Dunker nicht werde halten lassen, wurde diese Entscheidung laut Naiditsch nicht begründet. Naiditsch kündigte an, er wolle mit Hilfe eines Anwalts prüfen lassen, ob der Deutsche Schachbund einem deutschen Staatsbürger verweigern könne, unter deutscher Flagge zu spielen.
| Die zur Anzeige dieser Grafik verwendete Erweiterung wurde dauerhaft deaktiviert. Wir arbeiten aktuell daran, diese und weitere betroffene Grafiken auf ein neues Format umzustellen. (Mehr dazu) |

### Einzelerfolge

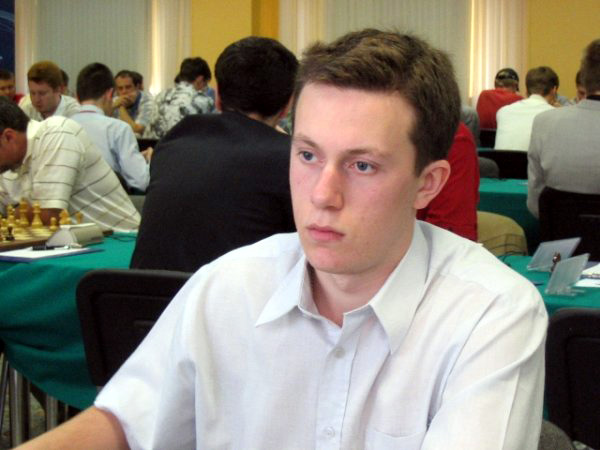
Arkadij Naiditsch, 2005

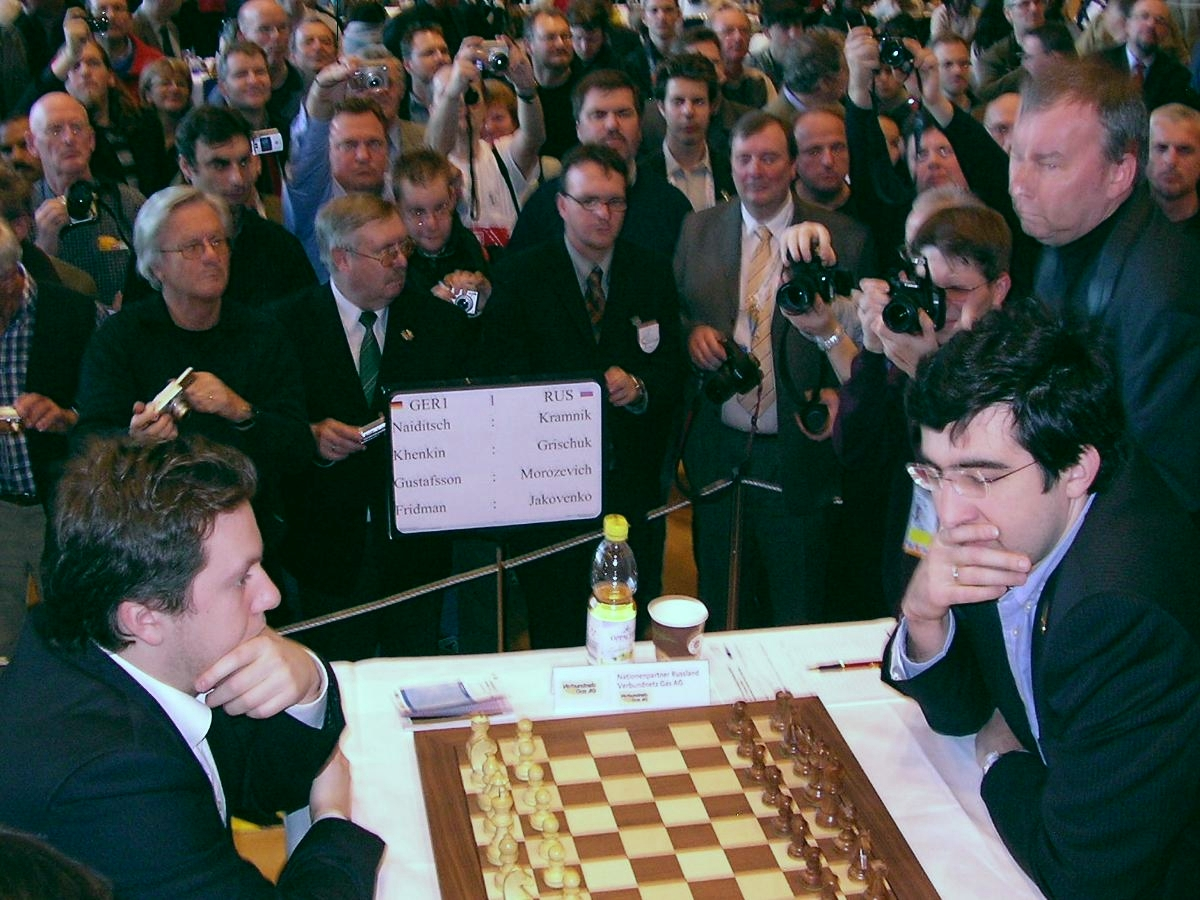
Naiditsch – Wladimir Kramnik, umringt von Photographen, Schacholympiade 2008

2004 gewann Naiditsch gegen den damaligen FIDE-Weltmeister Rustam Kasimjanov das jährlich im Fernsehen ausgestrahlte Format Schach der Großmeister mit Weiß in einem sehenswerten Endspiel (Turm plus Bauer gegen zwei Läufer). Da das Format 2005 letztmalig nicht mehr im herkömmlichen Sinne ausgestrahlt wurde und es lediglich zu einem ohne Qualifikation notwendigen Spiel zwischen den bisherigen Kommentatoren Helmut Pfleger und Vlastimil Hort kam, darf sich Naiditsch als letzter Gewinner des regulären Formats betrachten.
Naiditschs größter Erfolg ist der sensationelle Gewinn des Dortmunder Sparkassen Chess Meeting 2005 vor Weltklassespielern wie Wladimir Kramnik, Péter Lékó, Wesselin Topalow und Michael Adams. Obwohl mit der schwächsten Elo-Zahl des Teilnehmerfeldes aus zehn Spielern gestartet, gewann er mit einem halben Punkt Vorsprung das Turnier und ist damit sowohl jüngster als auch erster deutscher Sieger des stärksten deutschen Turnieres.
Im Jahr 2007 errang Naiditsch in Bad Königshofen seine erste deutsche Einzelmeisterschaft. Er gewann aufgrund der besseren Feinwertung vor dem punktgleichen Rainer Buhmann. Im Mai desselben Jahres gewann Arkadij Naiditsch ein stark besetztes Open, den „President’s Cup“ in Baku, vor weiteren zehn Großmeistern.
Im April 2009 erreichte er als erster Deutscher die Grenze von 2700 Elo-Punkten; dies ist eine Marke, ab der ein Schachspieler landläufig als „Super-Großmeister“ gilt. Dies ist bisher nur etwa 130 Spielern weltweit gelungen. Mittlerweile gelang dies im Oktober 2022 auch Vincent Keymer.
Im August 2010 gewann er in Mukatschewo einen Wettkampf gegen Sachar Jefymenko mit 3,5:2,5 (+1 =5). Im April 2011 siegte Arkadij Naiditsch mit 8,5 Punkten aus neun Partien beim Neckar-Open vor Arik Braun und David Baramidze mit jeweils 7,5 Punkten. In diesem Turnier erreichte er eine Elo-Performance von 2922.
2013 gewann er die B-Gruppe des Großmeisterturniers beim Tata-Steel-Schachturnier.

### Erfolge mit Nationalmannschaften
Bei der Schacholympiade 2006 startete Naiditsch erstmals für Deutschland. Er überzeugte am Spitzenbrett mit 6 Punkten aus zehn Runden. Bei der Schacholympiade 2008 vertrat er Deutschland ebenfalls am Spitzenbrett und erzielte 5,5 Punkte aus zehn Partien. Im Vorfeld der Schacholympiade 2010 übte er in einem Offenen Brief scharfe Kritik an Funktionären des Deutschen Schachbundes und sagte seine Teilnahme ab.
Im November 2011 wurde die deutsche Mannschaft mit Arkadij Naiditsch am ersten Brett zum ersten Mal Europamannschaftsmeister, wobei sie unter anderen den amtierenden Mannschaftsweltmeister Armenien besiegte. Wegen seiner fortgesetzten Kritik an Bundestrainer Uwe Bönsch entschied das Präsidium des Deutschen Schachbundes am 28. November 2011, Naiditsch bis auf Weiteres aus dem Kader der Nationalmannschaft zu streichen, nominierte ihn jedoch im Mai 2012 nach einer Aussprache zur Schacholympiade 2012.
Bei der Schacholympiade 2014 in Tromsø gewann er gegen den amtierenden Weltmeister Magnus Carlsen.

### Schachvereine

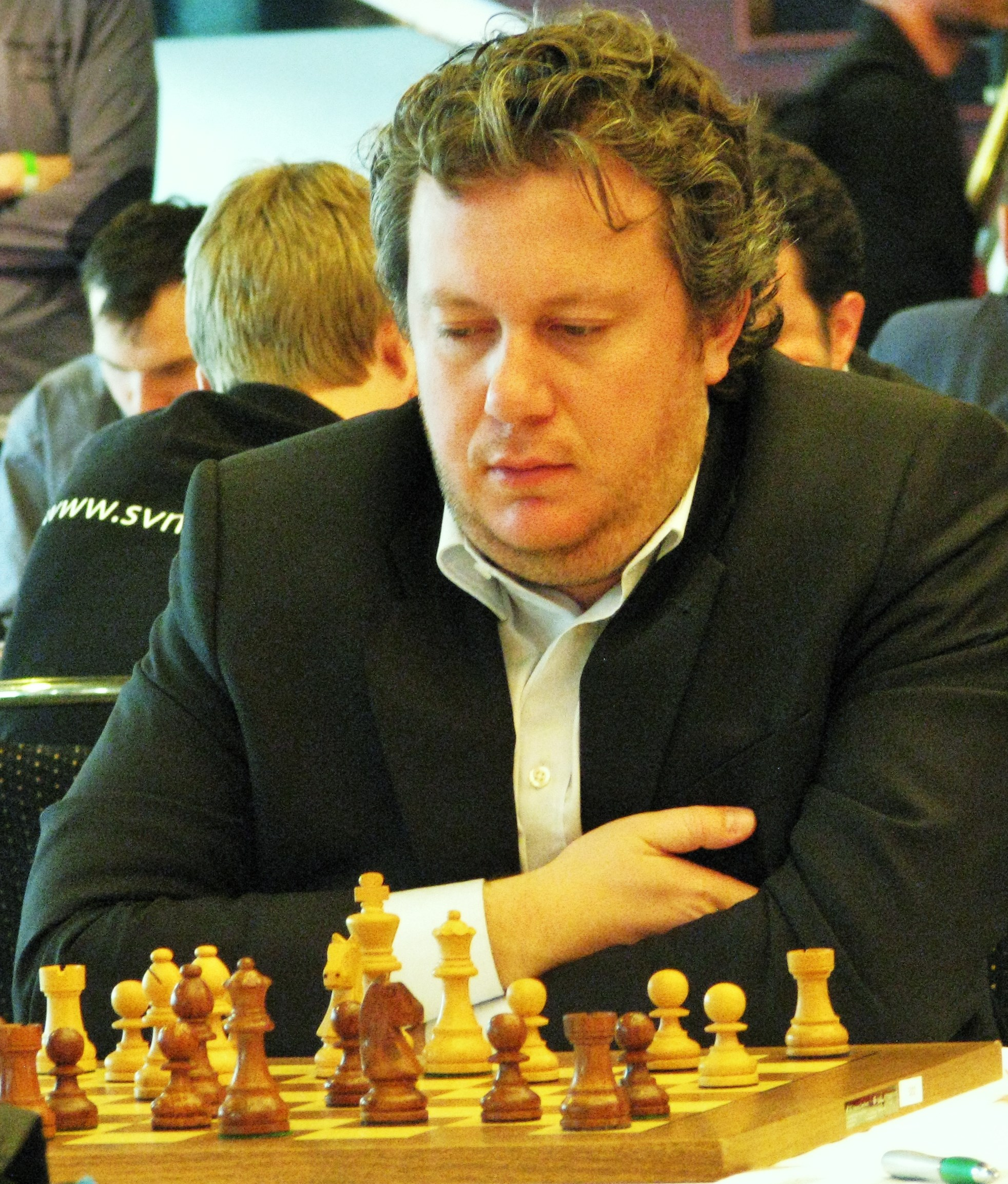
Für die OSG Baden-Baden bei der Bundesliga-Finalrunde 2017 in Berlin

In der Schachbundesliga spielte er bis 2007 am Spitzenbrett für den TSV Bindlach-Aktionär, mit dem er 2006 den Aufstieg aus der 2. Liga schaffte. Seit der Spielzeit 2007/08 spielt Naiditsch für die OSG Baden-Baden. In seiner ersten Saison gewann er mit den Badenern den deutschen Mannschaftspokal, den deutschen Mannschaftsmeistertitel (dem er von 2009 bis 2015 und von 2017 bis 2020 weitere elf folgen ließ) und erzielte mit 11,5 Punkten aus 13 Partien und einer Elo-Performance von 2861 Punkten die beste Leistung aller Bundesligaspieler.

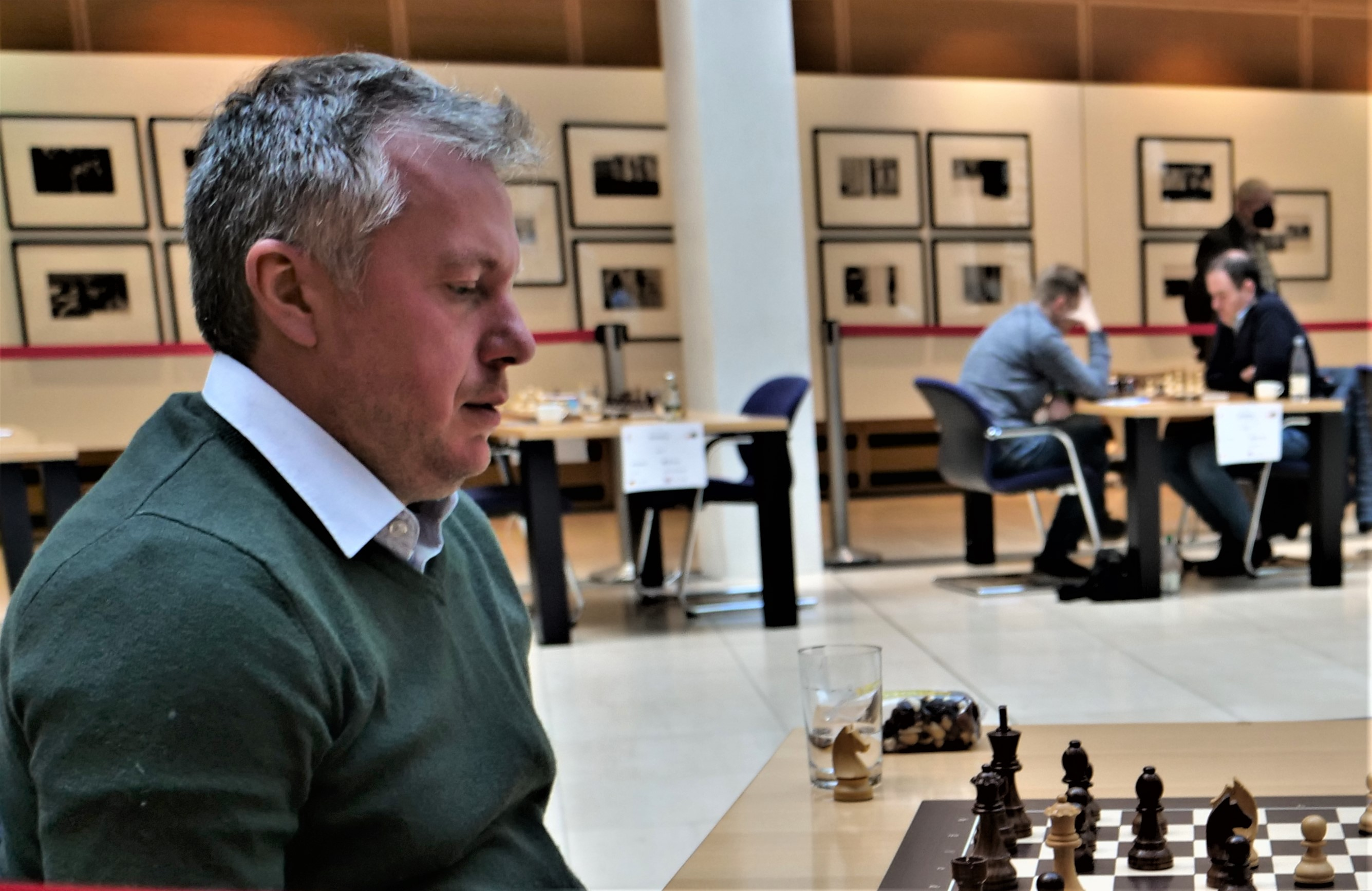
Am 2. April 2023 für den Titelverteidiger OSG Baden-Baden im Berliner Willy-Brandt-Haus

Mannschaftsschach spielt Naiditsch auch in Frankreich (früher für Clichy-Echecs 92 und für Marseille Echecs, mit dem er 2011 französischer Mannschaftsmeister wurde, seit der Saison 2014/15 für Bischwiller, mit denen er 2015, 2018 und 2019 Meister wurde), in Ungarn für Aquaprofit-NTSK (mit dem er in den Spielzeiten 2008/09, 2009/10, 2010/11, 2011/12, 2013/14, 2014/15, 2015/16, 2016/17, 2017/18 und 2018/19 ungarischer Mannschaftsmeister wurde), in Kroatien für Liburnija Rijeka und in China für Jiangsu, mit denen er 2014 chinesischer Mannschaftsmeister wurde, für Shenzhen und Chongqing Jiulongpo Yucai. Außerdem gewann er die niederländische Meesterklasse in der Saison 2006/07 mit Share Dimension Groningen sowie die belgische Interclubs 2004, 2005 und 2006 mit dem KSK 47 Eynatten, 2013 mit den Schachfreunde Wirtzfeld. In der spanischen Mannschaftsmeisterschaft spielte er 2005 für CA Eborajedrez Talavera, 2011 für CA Colegio Marcote-EIKM Mondariz sowie 2013, 2015 bis 2017 und 2019 für Gros XT.
Am European Club Cup nahm er 2003 und 2005 mit dem KSK 47 Eynatten, 2004 mit Tiendas UPI, 2006 und 2007 mit Clichy-Echecs 92, 2008 bis 2012 mit der OSG Baden-Baden und 2014 mit Gros XT teil. Mit der Mannschaft war der zweite Platz 2008 sein größter Erfolg, in der Einzelwertung erreichte Naiditsch 2004 am ersten und 2011 am vierten Brett jeweils das zweitbeste, 2005 am zweiten sowie 2008 und 2009 jeweils am vierten Brett das drittbeste Ergebnis.

### Sonstiges
Er gehörte zu den Mitarbeitern der von März 2011 bis Januar 2013 erschienenen Buchreihe Chess evolution, in der eröffnungstheoretisch wichtige Partien analysiert wurden.
Anfang des Jahres 2005 wurde Naiditsch in Deutschland eingebürgert.
Arkadij Naiditsch hat drei Schwestern, die auch talentiert Schach spielen und bereits an deutschen Jugendmeisterschaften teilnahmen, allerdings seit 2008 keine Turniere mehr gespielt haben.
Als Ausgleich betreibt Naiditsch intensiv Karate. Hier besitzt er den 5. Kyū (1. Blau-Gurt).
Im Oktober 2014 heiratete er die Schachspielerin Yuliya Shvayger, die für den israelischen Schachverband spielt. Die Ehe ist mittlerweile geschieden.
Arkadij Naiditsch ist Träger der goldenen Ehrennadel des Deutschen Schachbundes.